# Chiwang
Le chiwang ( Dzongkha : སྤྱི་དབང་; Wylie : spyi-dbang )  est une sorte de vièle jouée au Bhoutan. Avec le lingm (flûte) et le dramyen (luth) le chiwang est l'un des trois instruments de base de la musique folklorique traditionnelle bhoutanaise.
Le chiwang est considéré comme typiquement bhoutanais  mais il est fortement apparenté au piwang, une vièle tibétaine à deux cordes. Il est principalement associé au boedra, l'un des deux genres principaux de la musique folklorique bhoutanaise, dans lequel il symbolise un cheval.